# Mohamed Abrouk (football)
Pour les articles homonymes, voir Mohamed Abrouk.
Mohamed Abrouk (en arabe : محمد عبروق) est un footballeur international algérien né le 8 mars 1943 à Belouizdad dans la wilaya d'Alger. Il évoluait au poste de gardien de but.

## Biographie

### En club
Mohamed Abrouk évolue en première division algérienne avec son club formateur du CR Belouizdad ou il a remporté de nombreux titres avec le CRB et il a terminé sa carrière footballistique au sein du club algerois l'US Santé.

### En équipe nationale
Mohamed Abrouk reçoit dix-neuf sélections en équipe d'Algérie. Il joue son premier match avec les verts le 12 novembre 1967, contre la Libye (nul 1-1). Son dernier match a lieu le 25 août 1973, contre l'Irak (nul 0-0).
Il participe avec la sélection algérienne à la Coupe d'Afrique des nations 1968.

## Palmarès
| CR Belouizdad - Championnat d'Algérie (3) : - Champion : 1965-66, 1968-69 et 1969-70. - Coupe d'Algérie (3) : - Vainqueur : 1965-66, 1968-69 et 1969-70. |  | - Coupe du Maghreb des clubs champions (3) : - Vainqueur : 1969-70, 1970-71 et 1971-72. - Finaliste : 1972-73. |